# Мобилен кран
Мобилният кран е високопроходима товароподемна машина. По-скъпи са от обикновените автокранове. Имат 6 до 8 колела. Проектирани са така, че лесно да се транспортират до дадена площадка. Управлението бива директно или кабелно. 
Едни от най-известните производители на мобилни кранове са Grove, Demag, Terex, Link-Belt, Liebherr и ČKD (Чехия).